# Pimlico
Pour les articles homonymes, voir Pimlico (homonymie).
Pimlico est un quartier de la Cité de Westminster au centre de Londres. 

## Situation et accès
Le secteur est  délimité par la gare Victoria au nord et la Tamise au sud, enjambée par Vauxhall Bridge, qui permet l'accès facile à Vauxhall et par Grosvenor Bridge. La zone entière était autrefois propriété de la famille Grosvenor, issue des marquis puis ducs de Westminster.
La grande majorité des bâtiments dans Pimlico sont résidentiels et ont été conçus par l'architecte Thomas Cubitt, dont une statue orne le secteur.
Quartiers proches :
- Chelsea
- Millbank
- Vauxhall
- Westminster
- Battersea

Stations de métro les plus proches :
- Station Pimlico sur Victoria line.
- Victoria Station

## Personnalités liées au quartier
- Laura Ashley
- Joseph Conrad
- Sir Winston Churchill, au 33 Eccleston Square
- Walter Clopton Wingfield
- Steve Hackett, anciennement guitariste pour le groupe rock Genesis
- Billy Hughes
- Wolfgang Amadeus Mozart
- Laurence Olivier
- Mary Shelley
- Swami Vivekananda
- John Vivian (4e baron Swansea) (1925 † 24 juin 2005 à Pimlico)